# Майнцький псалтир
Майнцький псалтир (нім. Mainzer Psalter) — друга після Біблії Гутенберга книга, надрукована методом ручного набору, та перша, в якій застосовано багатокольоровий друк. Ця інкунабула створена у 1457 році німецькими друкарями Петером Шеффером та Йоганном Фустом на замовлення архієпископа Майнца. Майнцький псалтир був першою їхньою роботою після того, як вони припинили співпрацю з Йоганном Гутенбергом.

## Характеристики
Псалтир містив декілька друкарських нововведень. По-перше, це була перша книга, яка мала друковану дату видання. По-друге, він був надрокований у трьох кольорах, тоді як раніше використовували лише чорну фарбу. Псалтир надруковано чорною та червоною фарбами, з двокольоровими ініціалами та великими кольоровими капітелями, надрукованими синьою та червоною фарбами. По-третє, Псалтир містив друкований колофон та друковані декоративні ініціали. Книгу було надруковано з використанням двох шрифтів. Музична партитура, що супроводжувала псалми, була надана в рукописі і, можливо, була зразком для шрифтового стилю.
Текст Псалтиря містив псалми, гімни, молитви та інший матеріал, який використовувася у церковних службах.
Майнцький псалтир надруковано у двох версіях: короткий випуск і великий номер. В короткому — 143 аркуші, у великому номері — 175. Останній призначався для використання в єпархії Майнца. Усі копії псалтиря надруковані латинською мовою на пергаменті. Достеменно не відомо, чи буди надруковані паперові копії.

## Збережені копії
На сьогодні збережено лише 10 копій Майнцького псалтиря, що робить його однією з найбільш рідкісних книжок у світі. Збереглося також багато фрагментів видань, які повністю не збереглися. Десять оригінальних видань 1457 року зберігаються у таких книгозбірнях:
- Британська бібліотека, Лондон. Коротке видання.
- Королівська бібліотека у Віндзорі. Коротке видання. Придбана королем Георгом III у Геттінгенському університеті.
- Бібліотека Джона Райландса (Манчестер). Коротке видання. Придбана у 1798 році в німецькому абатстві Рот-ан-дер-Рот Джорджем Спенсемром, 2-м графом Спенсера.
- Муніципальна бібліотека у місті Анже (Франція). Коротке видання.
- Державна бібліотека в Берліні. Великий номер.
- Саксонська бібліотека (Дрезден). Великий номер.
- Бібліотека Дармштадського технічного університету (Дармштадт, Гессен). Коротке видання.
- Французька національна бібліотека (Париж). Великий номер.
- Австрійська національна бібліотека (Відень). Великий номер.
- Бібліотека Шейдів (Принстонський університет, Нью-Джерсі). Коротке видання.